# Henry Villiers-Stuart
Henry Villiers-Stuart (13 settembre 1827 – Villierstown, 12 ottobre 1895) è stato un militare, egittologo e politico britannico.

## Biografia

### Origini familiari
Era figlio di Henry Villiers-Stuart, I e ultimo barone Stuart de Decies, figlio di Lord Henry Stuart e di sua moglie, Lady Gertrude Amelia, figlia di George Mason-Villiers, II conte Grandison. Il suo bisnonno paterno era John Stuart, I marchese di Bute e, figlio del primo ministro John Stuart, III conte di Bute. Henry Villiers-Stuart aveva una sorella minore, Pauline, in seguito Lady Wheeler Cuffe (morta il 5 luglio 1895).
Sua madre era Theresia Pauline (nata Ott), una cattolica austriaca di Vienna. I suoi genitori si sposarono il 12 gennaio 1826 con rito cattolico a St James' Church, a Londra, e poi anche con rito scozzese, ma c'era incertezza sul fatto che Theresia fosse effettivamente libera di sposarsi. Come risultato di questa confusione il giovane Henry Villiers-Stuart, dopo la morte del padre nel 1874, non fu in grado di rivendicare il titolo di barone Stuart de Decies. Theresia, per matrimonio divenne Villiers-Stuart e baronessa Stuart de Decies il 10 marzo 1839. Morì il 7 agosto 1867 a Wiesbaden, nel Granducato d'Assia, e fu sepolta a Villierstown, nella contea di Waterford, in Irlanda.

### Carriera
Villiers-Stuart prestò servizio nell'esercito imperiale austriaco dal 1844 al 1846. Fu poi nell'esercito britannico dal 1846 al 1847 come guardiamarina del 20º reggimento di fanteria. In seguito frequentò l'University College, Durham e si laureò all'Università di Durham nel 1850, laureandosi in studi classici. Nel 1849, ancora studente, fece il suo primo viaggio in Egitto, con l'intenzione di visitare i siti menzionati nella Bibbia.
Fu ordinato nella Chiesa d'Inghilterra e prestò servizio come Vicario di Bulkington, Warwickshire dal 1852 al 1855, e di Napton dal 1855 al 1871, quando si dimise per seguire la carriera politica. Alle elezioni suppletive del 1873 entrò con successo al Parlamento nel collegio della Contea di Waterford, in rappresentanza del Partito Liberale. Suo padre morì l'anno seguente e quindi si dimise dalla carica in modo da poter perseguire la sua pretesa alla baronia di Stuart de Decies. Tuttavia, Stuart-Villiers non fu in grado di dimostrare in modo soddisfacente che i suoi genitori fossero legalmente sposati e non gli fu permesso di assumere il titolo. Fu nuovamente eletto elezioni generali nel Regno Unito del 1880 alla Camera dei Comuni mantenendo il seggio fino al 1885.
Viaggi ed egittologia
Stuart viaggiò molto, e pubblicò molti resoconti delle sue peregrinazioni, in particolare "Adventures amid the Equatorial Forests and Rivers of South America" (1891). Fu in Sud America nel 1858, in Giamaica nel 1881, e fece diversi viaggi attraverso l'Egitto, e pubblicò varie opere sull'Egitto antico e moderno. Dopo che l'intervento britannico in Egitto si concluse con la vittoria nella Battaglia di Tell al-Kebir nel 1882 fu inviato dal governo britannico a riferire sulle condizioni della gente in quel paese, e produsse diversi libri sull'argomento, tra cui l'"Egypt after the War", che ha ricevuto il riconoscimento speciale di Lord Dufferin.
Il Durham University Journal sottolineò che "The Funeral Tent of an Egyptian Queen" era uno dei suoi libri più popolari. In questo libro Stuart narrava di un viaggio compiuto in Egitto nel 1879, tra cui una visita a Deir el-Bahari, dove ha tradotto alcuni dei geroglifici sulla tomba di Ramses I. Visitò anche un baldacchino tra le mummie reali, recentemente scoperti da Émile Brugsch, che costituiva la tenda funebre della regina Isi em Kheb, la suocera di Shishak, e ispirò il titolo del libro. Ha anche aderito all'Egypt Exploration Society (EEF) e con Amelia Edwards, ha denunciato la rapidità con cui i siti egiziani venivano distrutti. Nell'inverno del 1882 scoprì l'altare di alabastro e i bacini nel Tempio solare di Niuserre ad Abu Gurab, una scoperta ritenuta molto significativa.
Si candidò elezioni generali nel Regno Unito del 1885 nel collegio di East Cork come indipendente, ma non ebbe successo, perdendo contro William John Lane del Partito Parlamentare Irlandese. Villiers-Stuart fu nominato Alto Sceriffo della Contea di Waterford per il 1889.

## Ascendenza
|                                                  |   |                                                | Genitori                                       |  |  | Nonni |  |  | Bisnonni                        |  |  | Trisnonni                      |  |
|                                                  |   |                                                |                                                |  |  |       |  |  | John Stuart, I marchese di Bute |  |  | John Stuart, III conte di Bute |  |
|                                                  |   |                                                |                                                |  |  |       |  |  | John Stuart, I marchese di Bute |  |  | John Stuart, III conte di Bute |  |
|                                                  |   | Mary Wortley-Montagu, I baronessa Mount Stuart |                                                |  |  |       |  |  | John Stuart, I marchese di Bute |  |  |                                |  |
| lord Henry Stuart-Villiers                       |   |                                                |                                                |  |  |       |  |  | John Stuart, I marchese di Bute |  |  |                                |  |
|                                                  |   | lady Charlotte Jane Windsor                    | Herbert Windsor, II visconte Windsor           |  |  |       |  |  |                                 |  |  |                                |  |
|                                                  |   | lady Charlotte Jane Windsor                    | Herbert Windsor, II visconte Windsor           |  |  |       |  |  |                                 |  |  |                                |  |
|                                                  |   | lady Charlotte Jane Windsor                    | Alice Clavering                                |  |  |       |  |  |                                 |  |  |                                |  |
| Henry Villiers-Stuart, I barone Stuart de Decies |   | lady Charlotte Jane Windsor                    |                                                |  |  |       |  |  |                                 |  |  |                                |  |
|                                                  |   | George Mason-Villiers, II conte Grandison      | sir Aland John Mason                           |  |  |       |  |  |                                 |  |  |                                |  |
|                                                  |   | George Mason-Villiers, II conte Grandison      | sir Aland John Mason                           |  |  |       |  |  |                                 |  |  |                                |  |
|                                                  |   | George Mason-Villiers, II conte Grandison      | Elizabeth FitzGerald, I contessa Grandison     |  |  |       |  |  |                                 |  |  |                                |  |
| lady Gertrude Amelia Mason-Villiers              |   | George Mason-Villiers, II conte Grandison      |                                                |  |  |       |  |  |                                 |  |  |                                |  |
|                                                  |   | lady Gertrude Seymour-Conway                   | Francis Seymour-Conway, I marchese di Hertford |  |  |       |  |  |                                 |  |  |                                |  |
|                                                  |   | lady Gertrude Seymour-Conway                   | Francis Seymour-Conway, I marchese di Hertford |  |  |       |  |  |                                 |  |  |                                |  |
|                                                  |   | lady Gertrude Seymour-Conway                   | lady Isabella Fitzroy                          |  |  |       |  |  |                                 |  |  |                                |  |
| Henry Villiers-Stuart                            |   | lady Gertrude Seymour-Conway                   |                                                |  |  |       |  |  |                                 |  |  |                                |  |
|                                                  | … | …                                              |                                                |  |  |       |  |  |                                 |  |  |                                |  |
|                                                  | … | …                                              |                                                |  |  |       |  |  |                                 |  |  |                                |  |
|                                                  | … | …                                              |                                                |  |  |       |  |  |                                 |  |  |                                |  |
| …                                                | … |                                                |                                                |  |  |       |  |  |                                 |  |  |                                |  |
|                                                  |   | …                                              | …                                              |  |  |       |  |  |                                 |  |  |                                |  |
|                                                  |   | …                                              | …                                              |  |  |       |  |  |                                 |  |  |                                |  |
|                                                  |   | …                                              | …                                              |  |  |       |  |  |                                 |  |  |                                |  |
| Theresia Pauline Ott                             |   | …                                              |                                                |  |  |       |  |  |                                 |  |  |                                |  |
|                                                  |   | …                                              | …                                              |  |  |       |  |  |                                 |  |  |                                |  |
|                                                  |   | …                                              | …                                              |  |  |       |  |  |                                 |  |  |                                |  |
|                                                  |   | …                                              | …                                              |  |  |       |  |  |                                 |  |  |                                |  |
| …                                                |   | …                                              |                                                |  |  |       |  |  |                                 |  |  |                                |  |
|                                                  |   | …                                              | …                                              |  |  |       |  |  |                                 |  |  |                                |  |
|                                                  |   | …                                              | …                                              |  |  |       |  |  |                                 |  |  |                                |  |
|                                                  |   | …                                              | …                                              |  |  |       |  |  |                                 |  |  |                                |  |
|                                                  |   | …                                              |                                                |  |  |       |  |  |                                 |  |  |                                |  |

## Opere
- Eve of the Deluge. London, 1851.
- Nile Gleanings. Concerning the Ethnology, History, and Art of Ancient Egypt,' London, 1879.
- The Funeral Tent of an Egyptian Queen. London, 1882.
- Egypt after the War. London, 1883. Being The Narrative of a Tour of Inspection, Including Experiences Among The Natives, With Descriptions of Their Homes And Habits.
- Adventures amidst the Equatorial Forests and Rivers of South America. London, 1891